# BS Geluveld
BS Geluveld is een Belgische voetbalclub uit het West-Vlaamse dorp Geluveld. De club is aangesloten bij de KBVB met het stamnummer 8403 en heeft blauw en geel als clubkleuren. De club speelt in 't Gheelveldt. In de volksmond spreekt men van "BSG".

## Geschiedenis
De club ging in de laagste provinciale reeksen van start. BS Geluveld werd in 2010 kampioen in derde provinciale, maar zakte vlug terug tot in vierde provinciale. In 2016 werd BS Geluveld opnieuw kampioen in vierde provinciale en promoveerde zo naar derde provinciale. In 2022 behaalde BS Geluveld promotie naar tweede provinciale via de eindrondes.
Bij aanvang van het seizoen 2018-2019 werd een accommodatie geplaatst met daarin vier kleedkamers, een kantine en opbergruimtes.

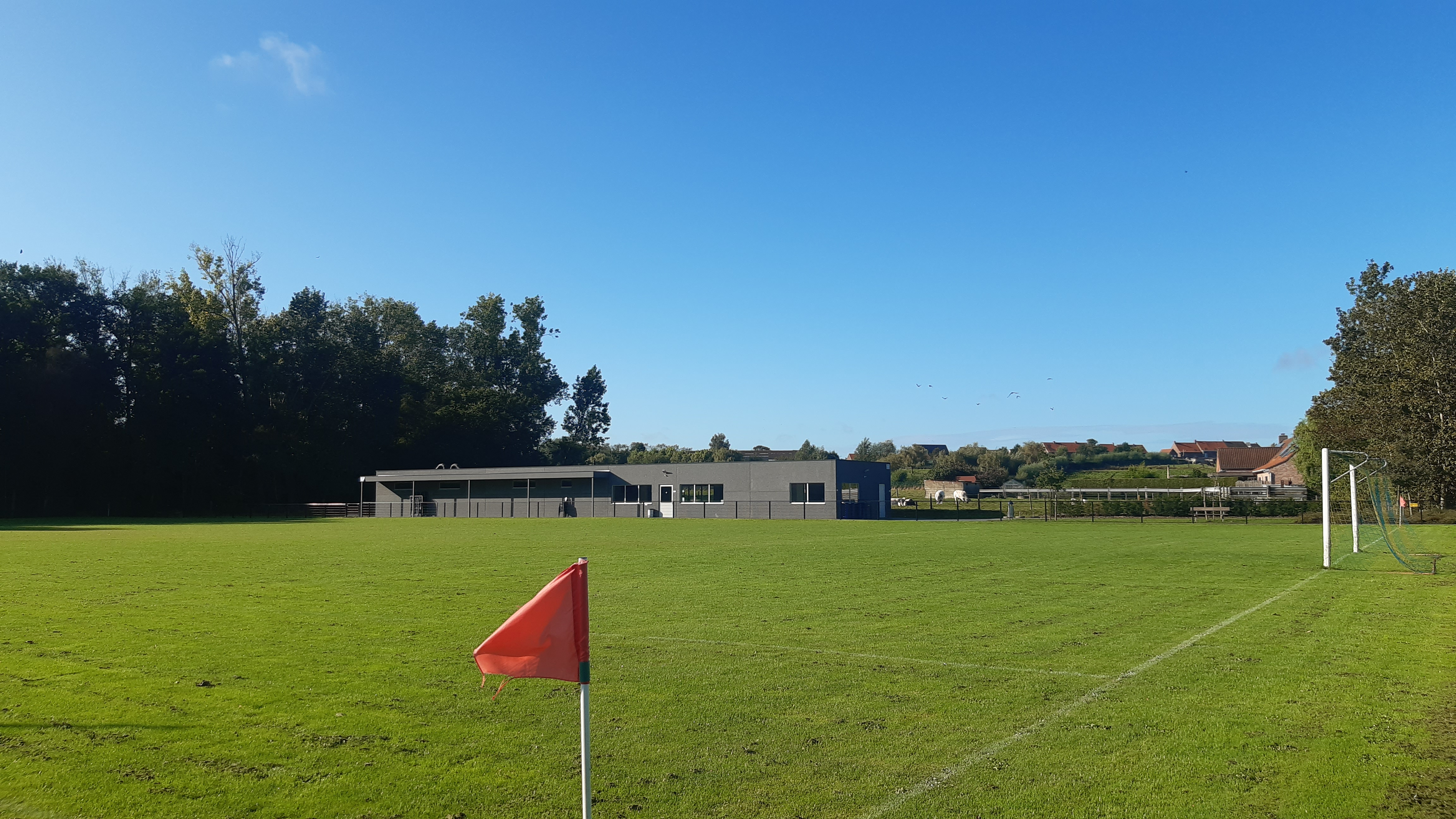
't Gheelveldt